# Unlingen
Unlingen ist eine Gemeinde im Westen des Landkreises Biberach in Baden-Württemberg am Fuße des oberschwäbischen Hausbergs Bussen.

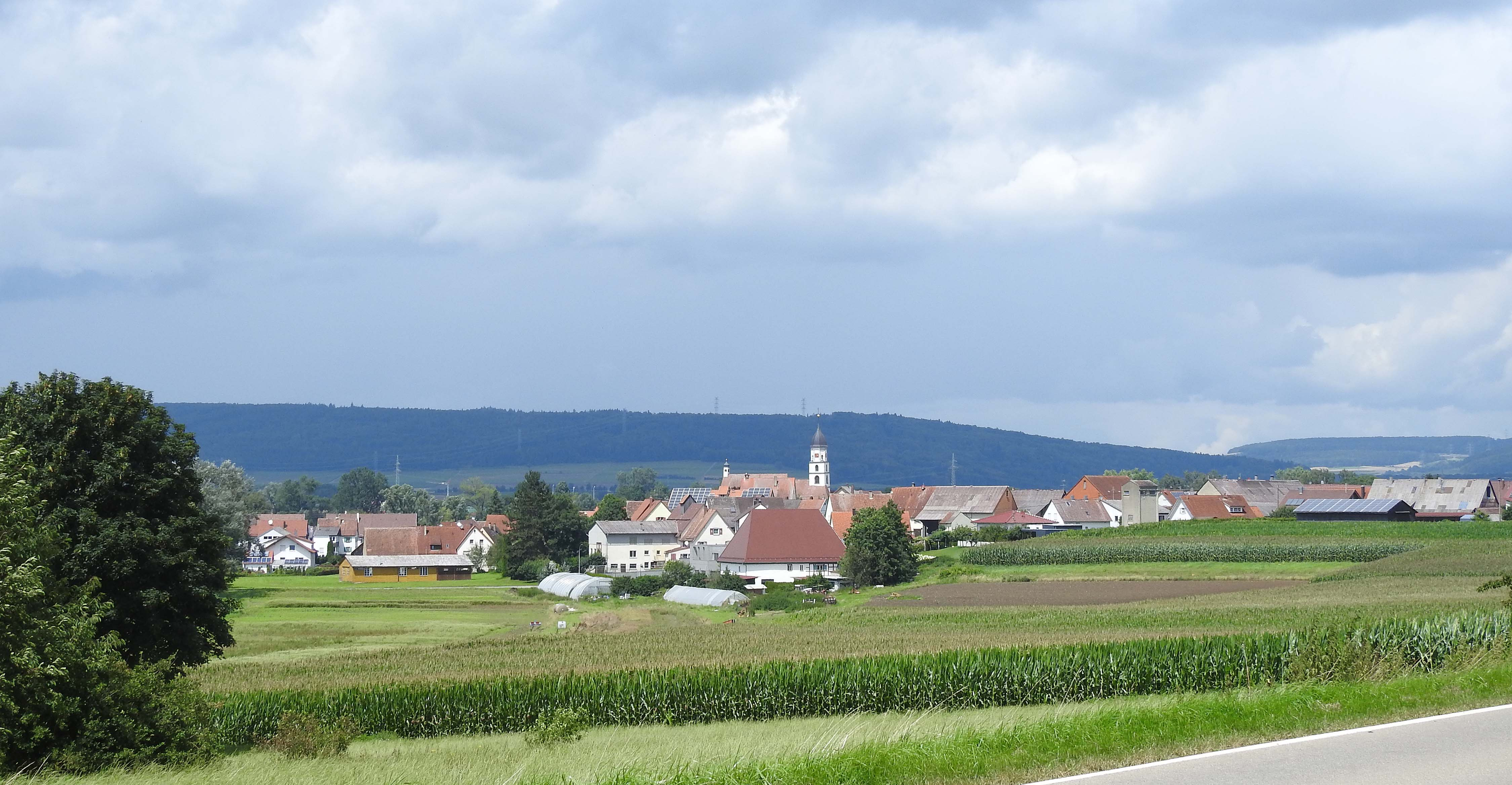
Unlingen von Südosten

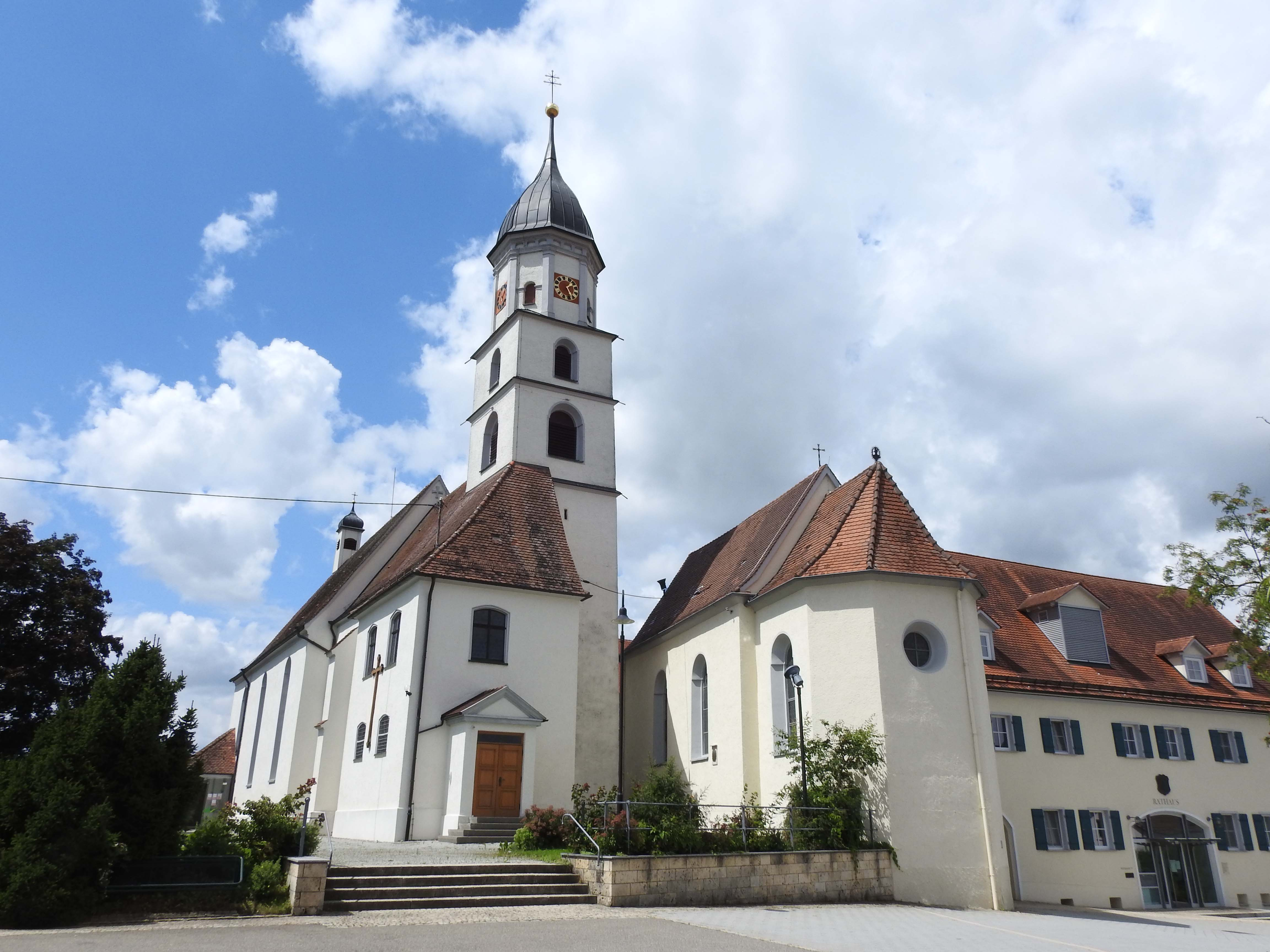
Pfarrkirche Maria Immaculata in Unlingen

## Geografie

### Lage
Unlingen liegt am Fuße des oberschwäbischen Hausbergs Bussen.

### Gemeindegliederung
Zu Unlingen gehören die Ortsteile Dietelhofen, Göffingen, Möhringen und Uigendorf.

### Nachbargemeinden
Unlingen grenzt im Osten an Uttenweiler. Die Exklave Falkenhofen wird vollständig vom Gemeindegebiet von Uttenweiler umschlossen. Im Süden grenzt die Gemeinde an Dürmentingen, im Westen an Riedlingen. Im Norden grenzt Obermarchtal im Alb-Donau-Kreis an.

### Schutzgebiete
Unlingen hat im Westen Anteile am Naturschutzgebiet Flusslandschaft Donauwiesen. Im Norden liegt das Naturschutzgebiet Lange Grube. Im Südwesten liegt das Landschaftsschutzgebiet Bussen. Darüber hinaus hat Unlingen Anteile am FFH-Gebiet Donau zwischen Munderkingen und Riedlingen.

## Geschichte

### Vor- und Frühgeschichte
Die Gegend um den Bussen ist seit der Jungsteinzeit besiedelt, wie zahlreiche Funde belegen. Bei einer archäologischen Rettungsgrabung im Zuge eines Straßenneubaus bei Unlingen wurden 2016 vom Landesamt für Denkmalpflege Baden-Württemberg drei hallstattzeitliche Grabhügel untersucht. Dabei kamen keltische Gräber mit bedeutsamen Funden zum Vorschein. Neben Keramik, Wagenbeschlägen, Gold-, Bronze- und Gagatschmuck stach ein gut erhaltenes bronzenes Reiterfigürchen hervor, der sogenannte Unlinger Reiter. Die Statuette von überregionaler Bedeutung stellt eine stehende Reiterfigur auf einem Doppelpferd dar.
Die räumliche und zeitliche Nähe der Elitegräber zur frühkeltischen Heuneburg wirft die Frage nach den wechselseitigen Beziehungen der beiden vorgeschichtlichen Machtzentren am Bussen und an der Heuneburg auf. Darauf konzentriert sich derzeit ein Schwerpunkt der archäologischen Forschung.

### Zur Zeit des alten Reichs
Unlingen wurde erstmals 1163 urkundlich erwähnt. 1291 kam Unlingen an das Haus Habsburg und gehörte damit zu Vorderösterreich. Ende des 14. Jahrhunderts besaßen die Truchsessen von Waldburg große Teile des Ortes. 1525 war Unlingen, wo sich 2000 Bauern versammelten, einer der Ausgangspunkte des Bauernkrieges. Im Dreißigjährigen Krieg wurde Unlingen sowohl von kaiserlichen als auch von schwedischen Truppen zerstört. 1635 raffte die Pest einen Großteil der Bevölkerung hin.

### Seit württembergischer Zeit
1806 kam Unlingen zum Königreich Württemberg und wurde dem Oberamt Riedlingen zugeordnet. Mit der Kreisreform während der NS-Zeit in Württemberg gelangte der Ort dann 1938 zum Landkreis Saulgau. Im Jahre 1945 wurde Unlingen Teil der Französischen Besatzungszone und kam somit zum Nachkriegsland Württemberg-Hohenzollern, welches 1952 im Bundesland Baden-Württemberg aufging.
Seit der Kreisreform von 1973 ist Unlingen Teil des Landkreises Biberach.

### Religionen
Unlingen ist traditionell römisch-katholisch geprägt. Bereits 1269 wurde in Unlingen eine Pfarrkirche erwähnt. 1414 wurde das Franziskanerinnenkloster Mariä Heimsuchung gegründet. 1782 hob Kaiser Joseph II. das Kloster auf. Die katholischen Kirchengemeinden der Teilorte von Unlingen gehören heute zur Seelsorgeeinheit Bussen im Dekanat Biberach.

### Eingemeindungen
Am 1. Oktober 1974 wurden Dietelhofen, Göffingen, Möhringen und Uigendorf eingegliedert.

## Politik

### Verwaltungsgemeinschaft
Seit 1975 besteht eine vereinbarte Verwaltungsgemeinschaft mit der Stadt Riedlingen.

### Gemeinderat
Der Gemeinderat besteht aus derzeit 12 gewählten ehrenamtlichen Mitgliedern, deren Amtszeit fünf Jahre beträgt, und dem Bürgermeister als ebenfalls stimmberechtigtem Vorsitzenden. Er wird nach dem Verfahren der unechten Teilortswahl gewählt, das den Unlinger Ortsteilen jeweils eine bestimmte Anzahl an Vertretern im Gemeinderat garantiert, wodurch sich die Gesamtzahl der Sitze jedoch durch Ausgleichsmandate verändern kann. Die letzte Wahl am 9. Juni 2024 führte bei einer Wahlbeteiligung von 72,5 % (2019: 68,1 %) zu folgendem Ergebnis:
- Liste für Unlingen: 46,8 %, 6 Sitze
- Unlinger Bürgerliste: 53,2 %, 6 Sitze

Darüber hinaus bestehen für die Ortsteile Dietelhofen, Göffingen, Möhringen und Uigendorf jeweils eigene Ortschaftsräte.

### Bürgermeister
Im Juni 2021 wurde Gerhard Hinz mit 86,84 % der Stimmen im ersten Wahlgang zum neuen Bürgermeister gewählt.

### Wappen
| Wappen der Gemeinde Unlingen | Blasonierung: „In Gold (Gelb) auf grünem Dreiberg ein golden (gelb) bewehrter, rot bezungter schwarzer Adler, der mit dem angehobenen rechten Fang einen golden (gelb) gerahmten roten Kartuschenschild, darin ein silberner (weißer) Balken, emporhält.“ |
| Wappen der Gemeinde Unlingen | Wappenbegründung: Leopold I. hat das Gemeindewappen am 9. Dezember 1682 verliehen. Es zeigt sowohl den Reichsadler als auch den österreichischen Bindenschild. Beide Wappenfiguren weisen auf den kaiserlichen Ortsherrn und Verleiher des Wappens hin. Die dreibahnige Flagge war nach Belegen der Gemeinde schon vor der Einführung der Deutschen Gemeindeordnung im Gebrauch. |

## Wirtschaft und Infrastruktur

### Verkehr

#### Fernstraßen
Die Bundesstraße 311 bindet Unlingen an das überregionale Straßennetz an. Sie ist im Ortsbereich stark befahren. Deshalb wurde am 5. September 2013 im Beisein von Bundesverkehrsminister Ramsauer mit dem Bau einer sechs Kilometer langen Umfahrung begonnen. Diese wurde Ende 2017 fertiggestellt.

#### Bahnverkehr
Unlingen liegt an der Bahnstrecke Ulm–Sigmaringen. Derzeit halten in der Gemeinde aber keine Züge mehr. Außerdem wurde 1916 die Federseebahn Bad Schussenried – Riedlingen als letzte Schmalspurstrecke Baden-Württembergs mit dem Reststück von Dürmentingen bis Riedlingen eröffnet und 1960 stillgelegt und anschließend abgebaut. Es gab zwei Haltestellen in Unlingen-Ort und Göffingen.

#### Radverkehr
Durch eine Alltagsroute aus dem Radnetz Baden-Württemberg ist der Ortsteil Göffingen mit Riedlingen und in der anderen Richtung über Hailtingen (Gemeinde Dürmentingen) und Uttenweiler mit Biberach an der Riß verbunden. 
Durch das westliche Gemeindegebiet verläuft die Radnetz-Route zwischen Riedlingen und Ehingen an der Donau. Auf derselben Trasse befindet sich der Donauradweg. Er führt von Donaueschingen über Passau, Wien und Budapest bis zur Mündung in das Schwarze Meer. Er wird ab Tuttlingen auch als EuroVelo-Route EV6 und zwischen Tuttlingen und Passau als D-Route 6 geführt.
Bei Uigendorf verläuft der Oberschwaben-Allgäu-Radweg durch das Gemeindegebiet, ebenso ein Landes-Radfernweg. Er ist eine Rundstrecke über Ulm und Tettnang.

### Bildungseinrichtungen
Unlingen verfügt über eine Grund-, Haupt- und Werkrealschule (sogenannte Donau-Bussen-Schule), die auch von Kindern aus Riedlingen besucht wird. Kindergärten gibt es in Unlingen und Uigendorf.

## Kultur und Sehenswürdigkeiten
Unlingen liegt an der Oberschwäbischen Barockstraße.

### Bauwerke

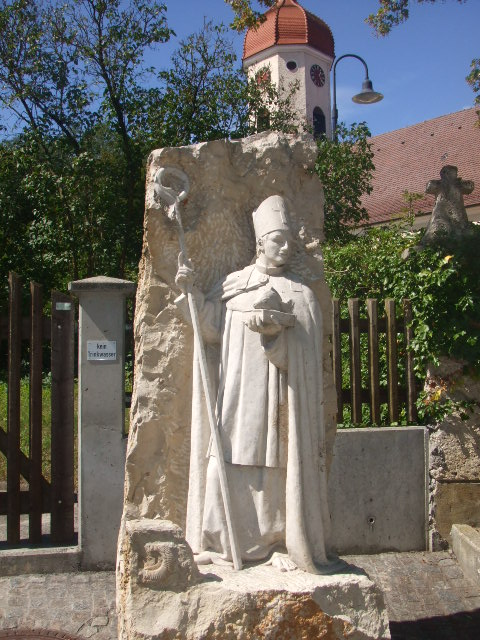
Brunnenfigur Heiliger Ulrich von Augsburg von Ulrich Brendler vor der Kirche St. Ulrich in Uigendorf

In Unlingen befindet sich die katholische Pfarrkirche Maria Immaculata, eine 1713 vollendete Barockkirche mit Hochaltar des Riedlinger Bildhauers Johann Joseph Christian und dessen Sohn Franz Joseph Christian. Die daneben befindliche barocke Klosterkapelle St. Maria Heimsuchung aus dem 17. Jahrhundert zählte zum ehemaligen Franziskanerinnenkloster, dessen zum Teil bis ins 15. Jahrhundert reichende Baubestand jedoch teilweise abgerissen wurde. Die ältesten vom Kloster erhaltenen Bauten, der Ost- und Westtrakt der Klosteranlage, stammen aus dem Jahr 1671.
In Dietelhofen befindet sich die barocke Kirche St. Nikolaus, die auf eine Kapelle aus dem 14. Jahrhundert zurückgeht. Zu den Kunstschätzen der Kirche zählen verschiedene Heiligenfiguren aus dem 15. Jahrhundert, darunter die im Rottenburger Diözesanmuseum aufbewahrte Mondsichelmadonna aus der Ulmer Syrlin-Werkstatt um 1480.
In Göffingen befindet sich die barocke Kirche St. Nikolaus, die bereits seit dem 13. Jahrhundert belegt ist und ihre heutige Gestalt durch Umbauten in der zweiten Hälfte des 18. Jahrhunderts erhielt. Das auf 1763 datierte Deckengemälde im Kirchenschiff und eine erhaltene Glocke verweisen auf Freiherr Franz Marquard von Hornstein als Erbauer der heutigen Barockkirche. Die Kirche weist spätbarocken Bildschmuck von Franz Martin Kuen auf. Der am 15. März 1947 eingestürzte Kirchturm wurde originalgetreu wieder errichtet.
In Möhringen befand sich einst eine bereits im 16. Jahrhundert erwähnte Liebfrauenkapelle, die im Zuge der Erhebung zur selbstständigen Kirchengemeinde von 1863 bis 1865 durch die neuromanische Kirche St. Vitus ersetzt wurde. Zum Kirchenschatz zählen liturgische Geräte des Vorgängerbauwerks.
In Uigendorf befindet sich die barocke Kirche St. Ulrich, die bereits im späten 13. Jahrhundert nachgewiesen ist und ihre heutige Gestalt durch Umbauten des 17. und 18. Jahrhunderts erhielt. Der älteste Bauteil der Kirche ist der 1699 errichtete Westturm. Kunsthistorisch bedeutend sind Heiligenfiguren, Pieta, Kruzifix und Leuchterengel aus dem 15. und 16. Jahrhundert.

### Naturdenkmäler
- Bussen, der „heilige Berg Oberschwabens“

## Persönlichkeiten

### Ehrenbürger
- Josef von Kopf (1827–1903), Bildhauer
- Theodor Selig (1874–1967), Pfarrer und Verfasser des Unlinger Heimatbuches
- Gebhard Scherrbacher (1892–1973), Oberlehrer, Organist und Chorleiter
- Hans App (* 1936), Unternehmensgründer Hans App GmbH und langjähriges Gemeinderatsmitglied
- Hugo Bendel (1937–2021), langjähriges Gemeinderatsmitglied, Stv. des Bürgermeisters
- Bruno Flanz (* 1942), Ortsvorsteher a. D.
- Richard Mück (* 1958), Bürgermeister a. D.

### Söhne und Töchter der Gemeinde
- Marianna Franziska von Hornstein (1723–1809), letzte Fürstäbtissin des Damenstifts Säckingen
- Zacharias Andreas Winzler (1750–nach 1820), Erfinder
- Josef Anton Brandegger (1797–1890), Wissenschaftler und Erfinder
- Joseph von Kopf (1827–1903), Bildhauer
- Theodor Selig (1874–1967), Pfarrer, Geschichts- und Heimatforscher
- Anton Aberle (1876–1953), deutsch-schweizerischer Architekt
- Karl Rieber (1888–1957), Bildhauer
- Franz Laub (* 1935), römisch-katholischer Theologe und Universitätsprofessor, geboren in Dietelhofen
- Peter Valance (* 1980 als Peter Münst), Zauberkünstler, Magier, Entfesselungskünstler und Illusionist
- Mario Gómez (* 1985), Fußball-Nationalspieler, in Unlingen aufgewachsen